# Malom-völgy (Erdőfelek)
Az erdőfeleki Malom-völgy országos jelentőségű természetvédelmi terület Romániában, Kolozs megyében. A Természetvédelmi Világszövetség (IUCN) besorolása szerint IV-es kategóriájú. A kolozsvári Bükkel együtt alkotja a ROSCI0074 kódjelű Natura 2000-es területet.

## Fekvése
Kolozs megye középső-keleti részén, Erdőfelek falutól délnyugatra terül el a Feleki-hegy déli oldalán, 650 méter tengerszint feletti magasságban a Kolozsvárt és Marosvásárhelyt összekötő DN1-es főút közelében, az Erdőfelekről Kaszolyra vezető út bal oldalán.

## Története
Az 1780-as években a völgy alsó részén három malom működött, amelyek a 20. század első feléig maradtak meg. 1827-ben vették használatba a Kolozsvár–Torda országutat, amely a völgy torkolatánál haladt el.
A Malom-völgy egy részét 1974-ben helyi védelem alá helyezték anélkül, hogy határait pontosan kijelölték volna, és az 5/2000-es törvénnyel nyilvánították országos jelentőségű természetvédelmi területté. A területet a kolozsvári Natura Transilvaniei egyesület gondozza.
A területen 2014-ben gyújtogatás történt, és erdőirtás áldozata lett a szibériai hamuvirág (Ligularia sibirica) egyik lelőhelye.

## Leírása

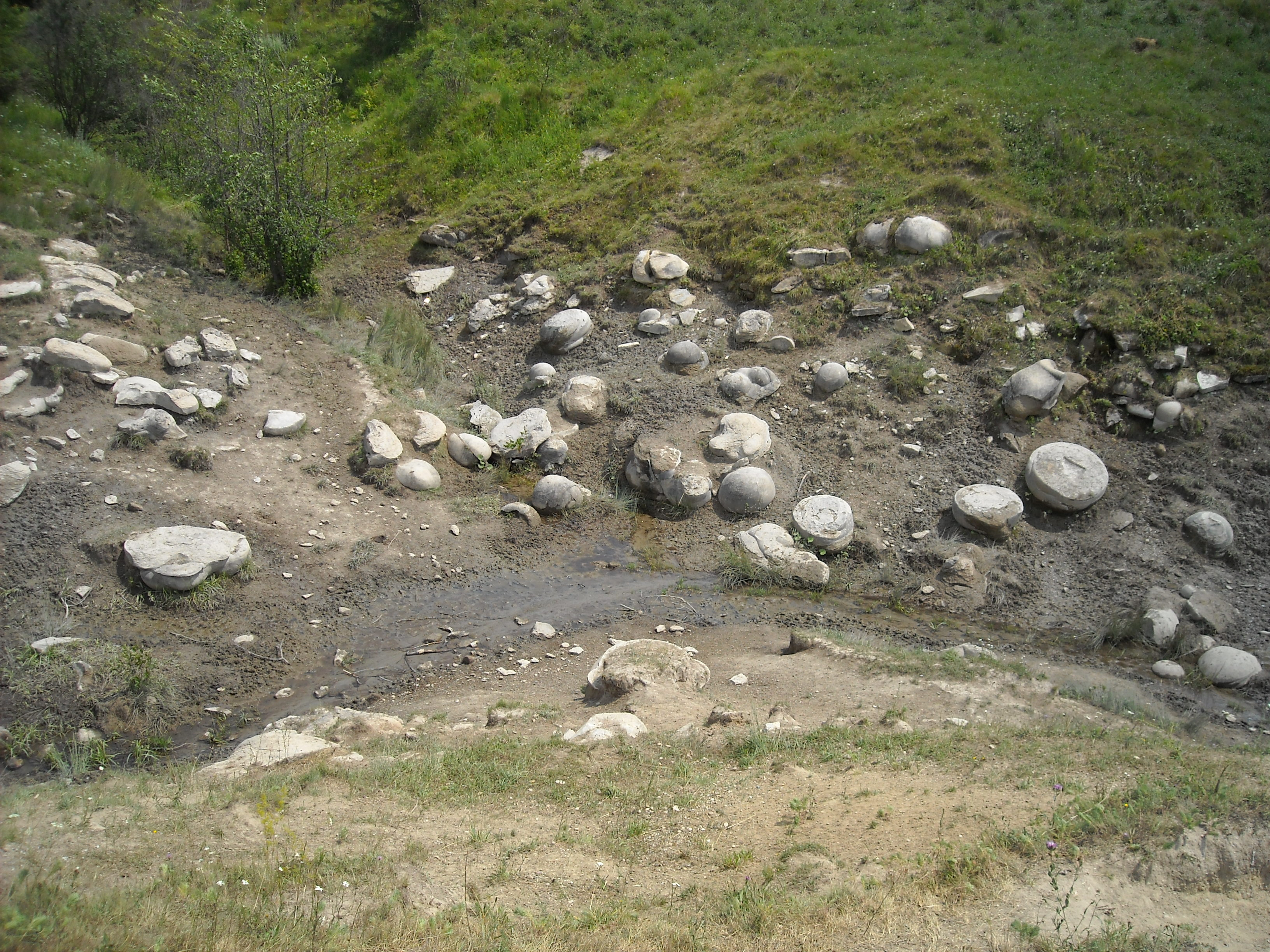
Feleki gömbkövek

A völgy nyugat-kelet irányú, hosszúsága mintegy 5 kilométer. A völgyben található gömbkövek (feleki gömbkövek) a miocén kori szarmata homokrétegekben alakultak ki. A patakok nagyobb márga- és mészkődarabokat sodortak le a homokrétegbe. Az erdei rothadó anyagokból a víz széndioxiddal telítődött, a beszivárgó víz reakcióba lépett a karbonáttartalmú kőzetekkel, és összecementezte a körülöttük található homokkal. A gömbkövek átmérője elérheti az 1,5 métert.
Területének nagy részét bükkösök és gyertyános bükkösök borítják, de találhatók itt mezofil kaszálórétek, szőrfűgyepek, félszáraz jellegű rétek, mocsárrétek, üde láprétek, kiszáradó kékperjés láprétek, télisásos láprétek, illetve a patak mentén bokorfűzesek és égeresek. Ritka és védett fajok: szibériai cickafark (Achillea impatiens), hagymaburok (Liparis loeselli), évelő gyásztárnics (Swertia perennis), illatos csengettyűvirág (Adenophora liliifolia), gombos raponca (Phyteuma orbiculare), szúróscsáté (Cladium mariscus), szibériai hamuvirág (Ligularia sibirica), fehérmájvirág (Parnassia palustris), hússzínű ujjaskosbor (Dactylorhiza incarnata), közönséges zergeboglár (Trollius europaeus).
Ritka állatfajok: narancsszínű kéneslepke (Colias myrmidone), keleti mustárlepke (Leptidea morsei), díszes tarkalepke (Euphydryas maturna), sárga gyapjasszövő (Eriogaster catax), erdélyi tarsza (Isophya stysi).